# Goot (wegenbouw)
Een goot is een constructie in de wegenbouw. Het doel is om water af te voeren naar bijvoorbeeld een straatkolk. De goot kan bijvoorbeeld aangelegd worden als molgoot door meerdere rijen klinkers naast elkaar te leggen of als tegelgoot naast asfalt door een rij smalle tegels tussen een trottoirband en het asfalt te leggen.
Bij een molgoot neemt de diepte van de goot toe door de middelste rij klinkers steeds lager te leggen. Bij een tegelgoot wordt de tegel die het verst van de straatkolk af ligt bijna horizontaal gelegd en worden de tegels steeds verder gekanteld in de richting van de trottoirband waardoor de goot diepte en dus ook afschot krijgt.